# Anna Odobescu
Anna Odobescu (n. 3 noiembrie 1991, Dubăsari, Nistrenia) este o cântăreață moldoveană. A reprezentat Republica Moldova la Concursul Muzical Eurovision 2019 cu piesa "Stay" (piesă proprie). Aceasta a câștigat selecția națională O melodie pentru Europa la 10 martie 2019. 

## Discografie
Single-uri
- Agony (2018)
- Stay (2019)